# Vicerege
Vicerege era titlul folosit în unele monarhii europene pentru a desemna guvernatorii și reprezentanții regelui într-o provincie îndepărtată sau într-un teritoriu de peste mări.